# Schizonycha kolbei
Schizonycha kolbei är en skalbaggsart som beskrevs av Brenske 1897. Schizonycha kolbei ingår i släktet Schizonycha och familjen Melolonthidae. Inga underarter finns listade i Catalogue of Life.